# Cung Đại Minh
Cung Đại Minh (Hán tự: 大明宮 - Đại Minh Cung, Pinyin: Daming Palace), còn được gọi là Đông Nội, là quần thể cung điện hoàng gia đời nhà Đường nằm ở phía đông bắc của thành Trường An. Nó phục vụ như là nơi ở hoàng gia của các hoàng đế nhà Đường trong hơn 220 năm. Năm 1961, Quốc vụ viện Trung Quốc đã đưa di tích Cung Đại Minh vào danh sách văn vật được bảo hộ trọng điểm toàn quốc. Năm 2010, Công viên Quốc gia Di chỉ Cung Đại Minh được thành lập để trưng bày cũng như bảo hộ di tích Cung Đại Minh. Đến năm 2014, cung Đại Minh là một phần của Di sản thế giới Con đường tơ lụa được UNESCO công nhận. Khu vực này ngày nay nằm ở tây bắc thành phố Tây An, tỉnh Thiểm Tây.

## Tên
Ban đầu tên gọi của nó là cung Vĩnh An nhưng sau đó được đổi thành Đại Minh vào năm 635. Năm 662, sau khi cải tạo thành cung điện, nó được đổi thành Cung Bồng Lai. Năm 670, nó được đổi thành cung Hàm Nguyên nhưng sau đó lại đổi lại thành cung Đại Minh vào năm 705.

## Lịch sử
Cung Đại Minh được khởi công xây dựng vào năm Trinh Quán thứ tám (năm 634), dưới đời hoàng đế Đường Thái Tông. Ban đầu nơi này là một bộ phận vườn thượng uyển của nhà Tùy Đường, sau đó Đường Thái Tông đã xây dựng Cung Vĩnh An cho cha của mình là Lý Uyên. Năm 635, Lý Uyên qua đời, nơi này cũng được đổi tên thành Cung Đại Minh hay còn được gọi là "Đông Nội" . Sau khi Đường Cao Tông kế vị, ông cho rằng Cung Thái Cực, nơi ở hiện tại của mình, quá ẩm ướt nên đã cho tiến hành một đợt mở rộng Cung Đại Minh trên quy mô lớn vào năm Long Sóc thứ hai (năm 662), đổi tên thành Cung Bồng Lai và chuyển vào ở nơi này. Năm 670, cung điện này được đổi tên một lần nữa thành Cung Hàm Nguyên trước khi lấy lại tên cũ là Cung Đại Minh vào năm 705.
Từ thời Đường Cao Tông, Cung Đại Minh trở thành trung tâm chính trị quốc gia trong suốt 234 năm. Câu thơ "Cửu thiên xương hạp khai cung điện, vạn quốc y quan bái miện lưu" (dịch nghĩa: "Cửu trùng cung môn mở rộng cổng cung điện, các quan từ vạn quốc vào triều kiến quân vương")  của Vương Duy đã miêu tả khung cảnh thịnh thế Nhà Đường cũng như sự to lớn hùng vĩ của Cung Đại Minh. Về sau, Chu Thử và Hoàng Sào cũng xưng đế ở Cung Đại Minh. Đến thời Đường Hi Tông, Cung Đại Minh liên tục gặp chiến hỏa, đến năm 896 thì Chu Ôn (người sau này ép vị vua Đường cuối cùng thiện nhượng ngôi vị cho mình) ra lệnh thiêu hủy cung điện năm 896.

## Kiến trúc

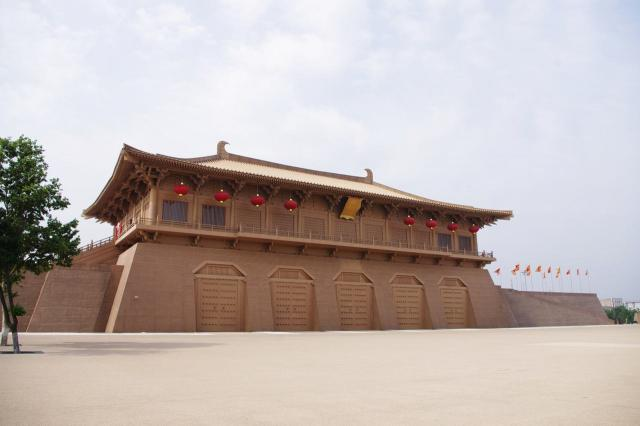
Cổng Đan Phượng (Đan Phượng Môn - 丹凤门) được phục hồi.

Cung Đại Minh nằm ở mặt đông bắc của thành Trường An Nhà Đường. Lợi dụng địa hình tự nhiên, Cung Đại Minh được xây dựng như một tòa thành độc lập với Trường An. Hình dạng của Cung Đại Minh gồm 2 phần rõ rệt: phần phía nam có hình chữ nhật, phần phía bắc là hình thang có đáy nam rộng và đáy bắc hẹp. Chiều dài tường thành từ đông sang tây khoảng 1,5 km, từ nam đến bắc khoảng 2,5 km, chu vi 7,6 km, diện tích khoảng 3,11 km2 . Phần tường thành phía nam Cung Đại Minh trùng với phần tường thành phía bắc của thành Trường An.
Cung thành có chín cổng cung (cung môn). Chính giữa mặt nam là Cổng Đan Phượng (Đan Phượng Môn), hai bên là Cổng Vọng Tiên (Vọng Tiên Môn) và Cổng Kiến Phúc (Kiến Phúc Môn). Chính giữa mặt bắc là Cổng Huyền Vũ (Huyền Vũ Môn), hai bên là Cổng Ngân Hán (Ngân Hán Môn) và Cổng Thanh Tiêu (Thanh Tiêu Môn). Mặt đông có cổng Tả Ngân Đài (Tả Ngân Đài Môn). Mặt tây có Cổng Hữu Ngân Đài (Hữu Ngân Đài Môn) và Cổng Cửu Tiên (Cửu Tiên Môn). Trừ Cổng Đan Phượng có năm lối ra vào, các cổng cung khác đều có một lối ra vào. Bên ngoài ba phía đông, tây, bắc của cung thành có tường thành bọc song song bên ngoài (giáp thành), phía bắc của tường thành bên ngoài là Cổng Trọng Huyền (Trọng Huyền Môn) ở ngay đối diện Cổng Huyền Vũ. Hai phía đông và tây của cung thành có cấm quân đồn trú. Cơ quan chỉ huy của cấm quân được bố trí tại khu vực phía bắc, bên trong giáp thành.
Cả khu cung điện có thể được chia làm hai bộ phận: tiền triều và nội đình. Tiền triều được sử dụng chủ yếu cho các buổi triều hội. Nội đình chủ yếu phục vụ cho nhu cầu cư trú và thưởng lãm. Cửa chính của Cung Đại Minh là Cổng Đan Phượng kết nối với trục đường chính rộng 176m. Tiếp theo đó hướng về phía bắc là Điện Hàm Nguyên, Điện Tuyên Chính, Điện Tử Thần, Điện Bồng Lai, Điện Hàm Lương và Điện Huyền Vũ tạo thành trục chính nam-bắc của cả khu cung điện. Các kiến trúc khác trong Cung Đại Minh đều được xây dựng xung quanh trục chính này.

### Hàm Nguyên điện

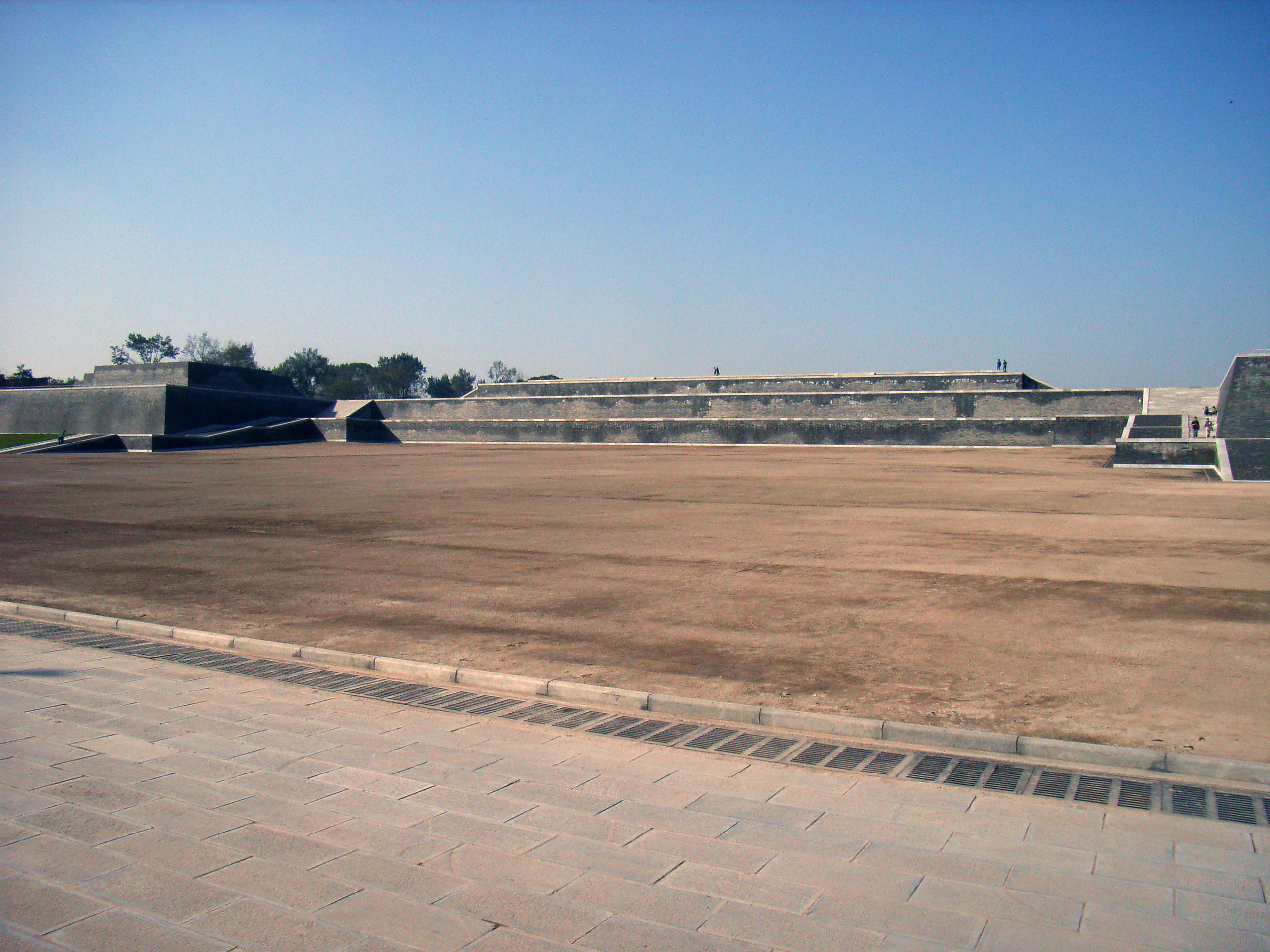
Nền móng còn sót lại của Hàm Nguyên điện

Hàm Nguyên điện (chữ hán: 含元殿) là tòa nhà chính của cung điện, là nơi diễn ra các nghi lễ quan trọng. Chính điện rộng 7 gian. Nền điện cao 15,6 m, từ đông sang tây dài 75,9 m và từ bắc xuống nam 41,3 m. Ở phía đông nam và tây nam chính điện có 2 tòa nhà là Tường Loan các (chữ hán: 翔鸞閣) và Thê Phụng các (chữ hán: 棲鳳閣) nối liền với chánh điện bằng một hành lang cong, toàn bộ cụm công trình đều có hình dạng "lõm".
Hàm Nguyên điện được xây dựng tháng 4 năm 663 dưới triều vua Đường Cao Tông. Tháng 11 năm 886, Hàm Nguyên điện bị chiến tranh phá hủy.
Việc bảo tồn các phế tích của Hàm Nguyên điện đã được điều tra và chuẩn bị sơ bộ từ năm 1993. Năm 1995, chính phủ Trung Quốc, UNESCO và chính phủ Nhật Bản đã thành lập dự án khu di tích Hàm Nguyên điện cung Đại Minh, dự án hoàn thành vào năm 2003. Sau đó, dự án hỗ trợ miễn phí của chính phủ Nhật Bản bắt đầu vào tháng 5 năm 2003 và hoàn thành vào tháng 3 năm 2004. Dự án bảo vệ phòng triển lãm nhỏ ở phía bắc Hán Nguyên điện và khu phía đông bắc điện đã hoàn thành.

### Tuyên Chính điện

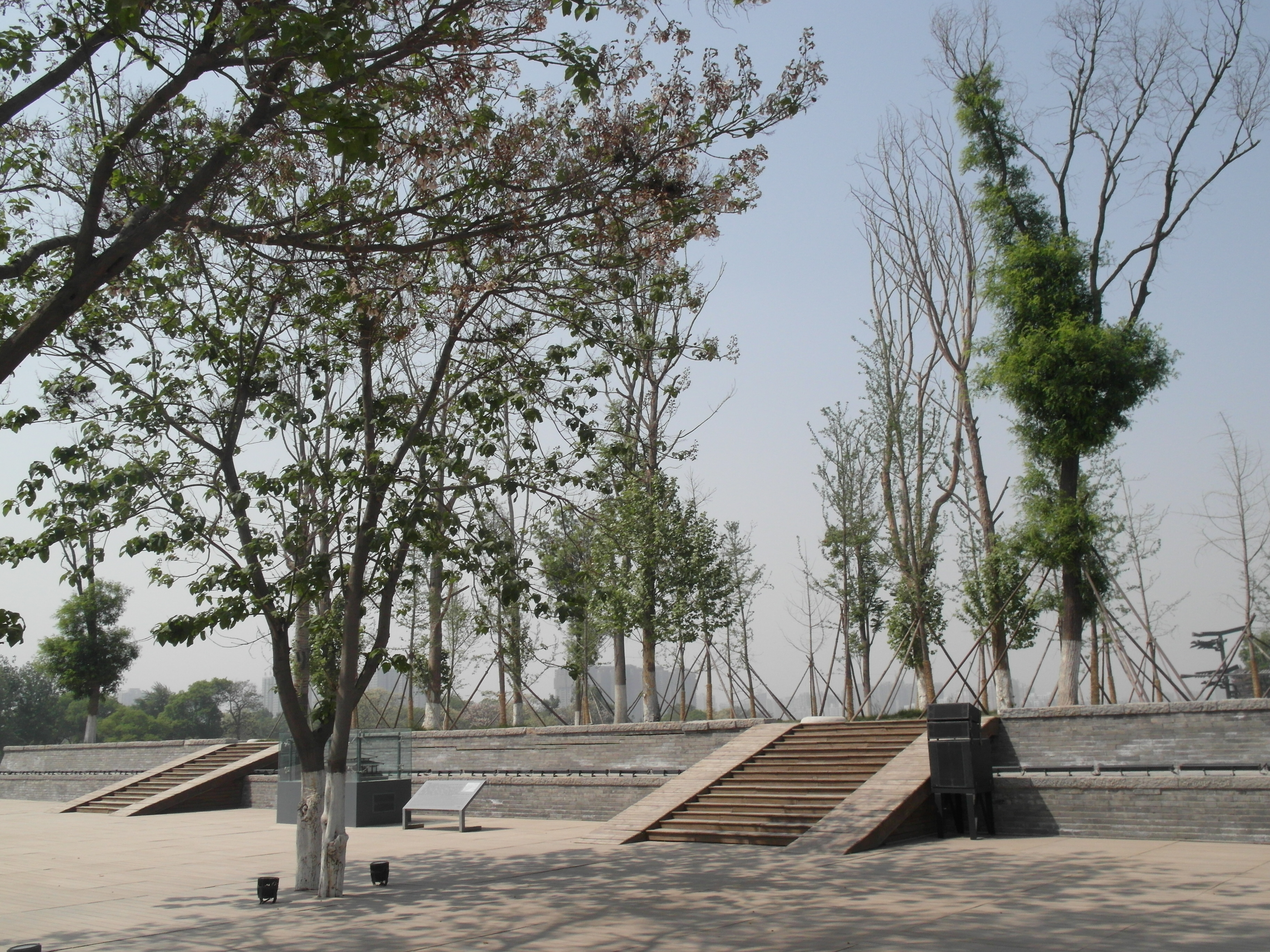
Nền móng điện Tuyên Chính còn sót lại

Tuyên Chính điện (chữ hán: 宣政殿) nằm cách Hàm Nguyên điện khoảng 300 m về phía bắc, là nơi diễn ra các cuộc họp chính trị hàng tháng của hoàng đế. Phần nền điện có chiều dài 70 m từ đông sang tây và rộng hơn 40 m từ bắc xuống nam. Phía trước bên trái và bên phải của hội trường là Trung Thư tỉnh và Bảo tàng Hirofumi, Viện Sử học, Hoàng cung và các cơ quan hành chính khác. Trước điện 130 mét, có cửa Huyền Chính môn gồm ba lối, bên trái và bên phải là các bức tường cung điện nằm ngang, giữa các bức tường và sảnh đường tạo thành một sân rộng hơn.

### Tử Thần điện

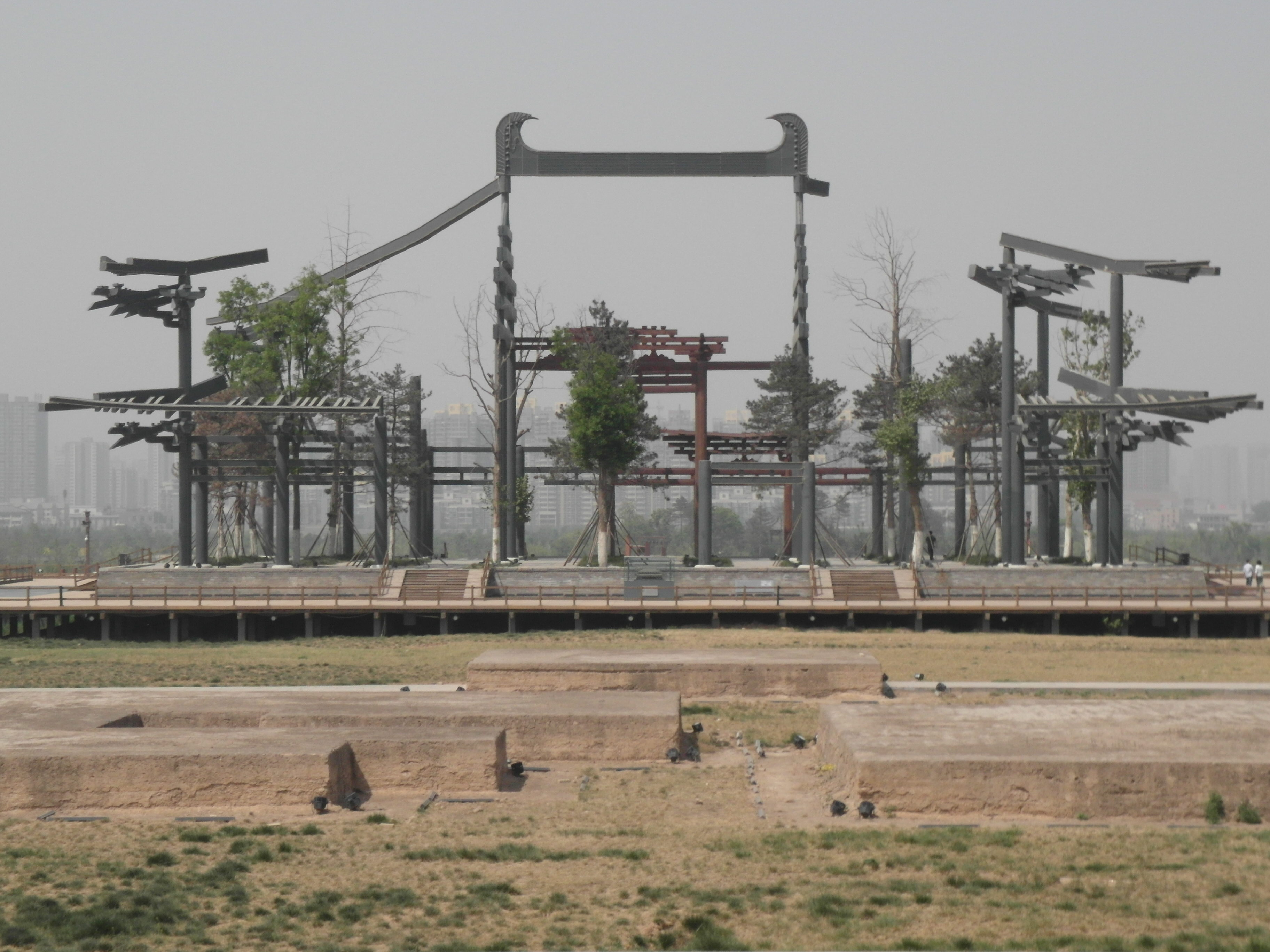
Những gì còn sót lại của kiến trúc Tử Thần điện

Tử Thần điện (chữ hán: 紫宸殿) là nơi làm việc thường ngày và sinh hoạt của hoàng đế. Nằm cách điện Tuyên Chính 95 m về phía bắc. Nó được gọi là "Nội cung". Các quan đại thần ở đây gặp mặt hoàng đế.

## Nội cung

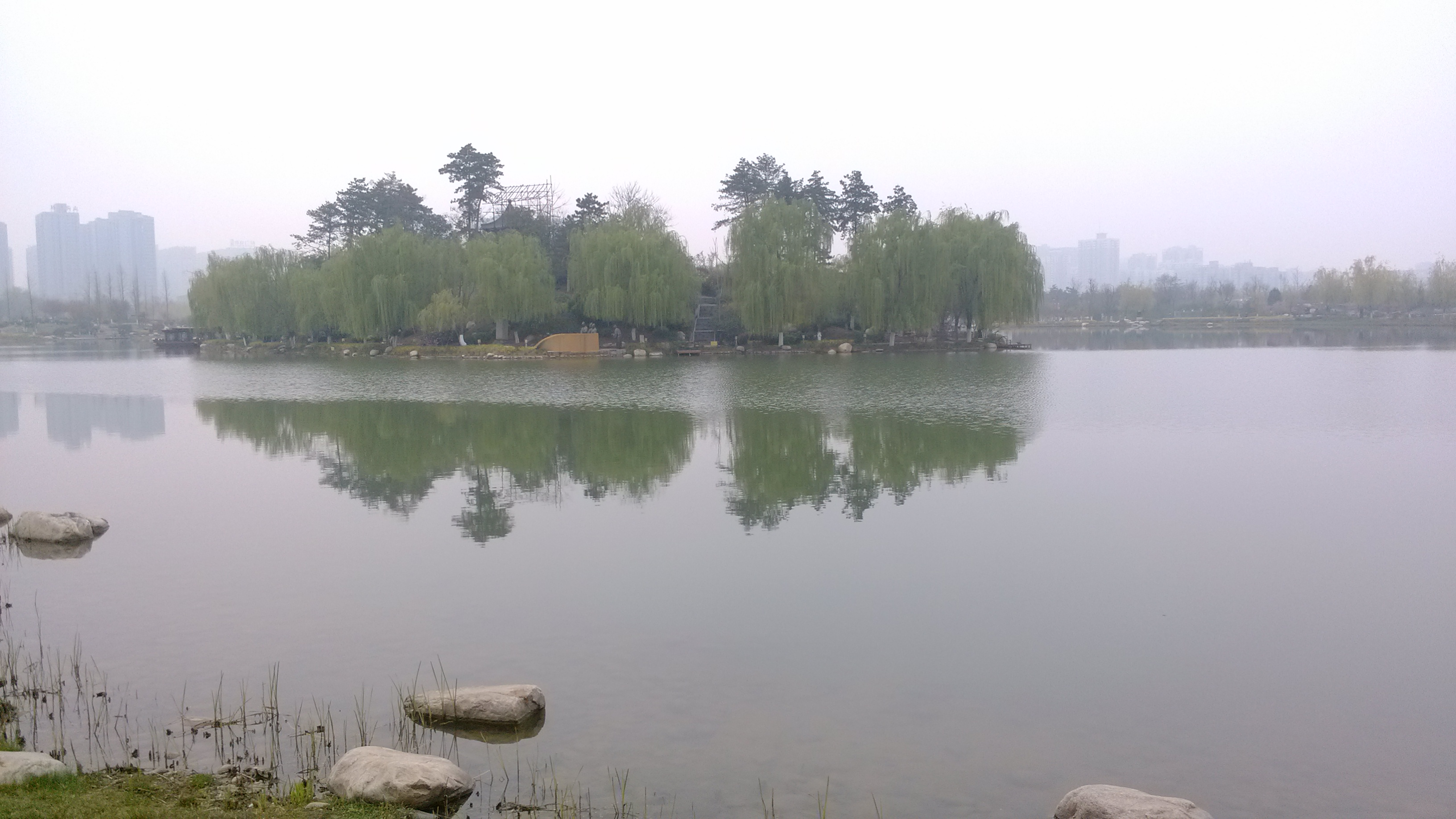
Hồ Thái Dịch

Phía bắc của Đại Minh Cung là khu hoa viên, bố cục kiến trúc thưa thớt, hình thức đa dạng. Cách Tử Thần điện khoảng 200 m về phía bắc là rìa phía bắc của Long Thủ nguyên, bên dưới là hồ Thái Dịch hay còn gọi là hồ Bồng Lai, với diện tích khoảng 16.000 m². Hình dáng của bể gần giống hình elip, phía đông bể có một gò đất cao hơn 5 thước, gọi là núi Bồng Lai. Có các hành lang dọc theo bờ hồ, và có nhiều kiến trúc xen với cảnh quan.

### Lân Đức điện

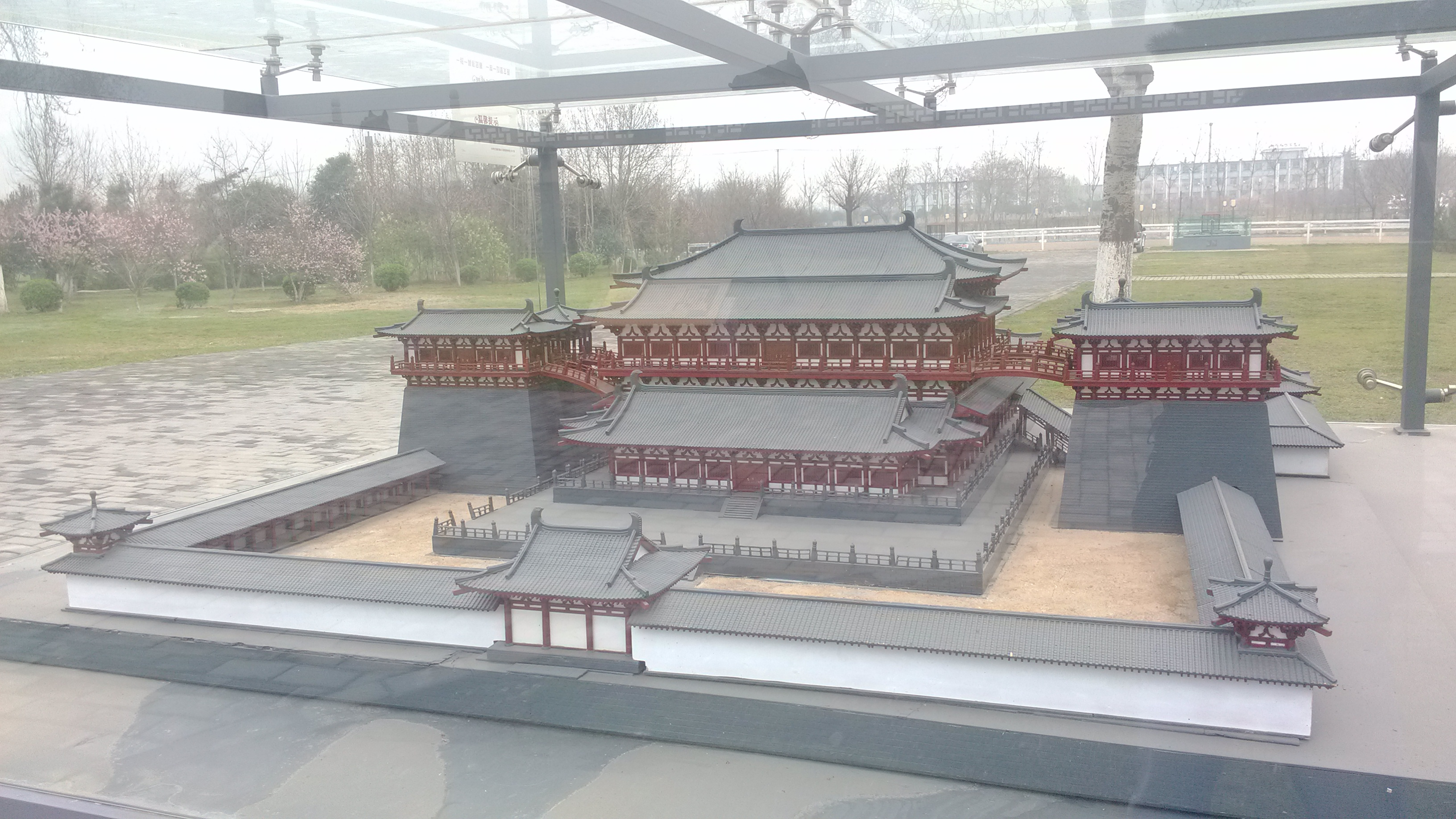
Mô hình phục dựng diện mạo Lân Đức điện

Lân Đức điện (chữ hán: 麟德殿) là nơi hoàng đế ngự thiện. Nó nằm ở khu vực tây bắc trong Đại Minh cung. Từ tháng 12 năm 1957 đến tháng 2 năm 1959, nhóm khai quật Tây An của Viện Khảo cổ học thuộc Học viện Khoa học Trung Quốc đã khai quật khu vực Lân Đức điện ở Tây An. Đó là một phức hợp các công trình kiến trúc khổng lồ được kết nối bởi các gian trước và sau, các cây cầu trên không nối kết các kiến trúc với nhau. Nền điện có hình chữ nhật, dài 130,41 mét từ bắc xuống nam và rộng 77,55 mét từ đông sang tây. Có hai lớp bệ nặng ở trên và dưới đế. Diện tích nền gần 10.000 m². Hai bên là 2 gác lớn có tên là Cảnh Vân các (chữ hán: 景雲閣) và Chương Nhật các (chữ hán: 障日閣), xung quanh điện có hành lang, trước điện có một sân rất lớn, trở thành nơi uống rượu, yến tiệc và giải trí của cung đình.

## Ý Nghĩa
Cung Đại Minh là tòa cung điện có quy mô lớn nhất trong số ba toà cung điện chủ yếu trong thành Trường An Nhà Đường (bao gồm Cung Đại Minh, Cung Thái Cực, Cung Hưng Khánh). Trong suốt hơn hai trăm năm kể từ thời Đường Cao Tông, các hoàng đế Nhà Đường đều ở đây để xử lý triều chính, khiến nơi này trở thành trung tâm cai trị quốc gia. Đến cuối thời Nhà Đường, Cung Đại Mịnh bị phá hủy trong chiến tranh.